# Fleur Earth
Fleur Earth, geboren als Fleur Mouanga, ist eine afrodeutsche Soul-Sängerin. Sie veröffentlichte seit 2008 mehrere Alben unter ihrem Namen als auch mit verschiedenen Projekten wie Fleur Earth Experiment oder Forsch' und Facette.

## Leben
Fleur Earth verbrachte den größten Teil ihrer Kindheit und Jugend im Kongo. 1989 zog sie mit ihrer Familie nach Köln, wo sie später eine Lehre als Energieanlagenelektronikerin absolvierte. Neben ihrer Ausbildung begann sie, Musik zu machen. Auf einer Open Mic Session lernte Fleur Earth 2005 die Musiker Lunte, Quo Vadis, Doctor Dondo L.A.H und Twit One (Tim Purnell) kennen. Mit Tim Purnell (Bass), Lewis Gropp (Schlagzeug) und Daan Henderson (Keyboard) gründete sie kurze Zeit später das Fleur Earth Experiment. Twit One war außerdem für die Vielzahl an Beats ihrer bei Melting Pot Music erschienenen Alben „Skurreal“ (2008) und „Es entstehen Wesen“ (2009) verantwortlich. Mit Quo Vadis hatte sie 2011 das Projekt Forsch' und Facette. Daneben arbeitete sie u. a. mit Hulk Hodn, Suff Daddy, Retrogott, Frank Nitt, Q-Cut, Lambert Läser, Lazy Jones und Monokle zusammen. Ihr Album „Explosionsschutz – Kurzschluss“ erschien im Februar 2014.
Auf dem Album „Habakuk“ des Kölner Rappers Tami, das im Januar 2016 bei 'Bassukah/Delta Music' veröffentlicht wurde, singt sie beim Stück „Antenne“ den Refrain. Zudem steuerte sie auf dem Album zu „Das Leben ist schön“ den Background-Gesang bei. Im Juni 2017 hatte sie ebenfalls eine Kollaboration auf den Album '1000 Stunden Phunk: Aus dem Süden mit Liebe" des Nürnberger Rappers Kuchenmann.
Das Album Megaherz veröffentlichte Fleur Earth am 29. März 2019 bei Vinyl Digital. Die Veröffentlichung erfolgte somit 5 Jahre nach dem letzten Album-Release. Die Instrumentals wurden wie die Vorproduktion von Heinrich (aka Anthony Sample) beigesteuert.

## Schaffen
Fleur Earth hat als eine der ersten Musikerinnen die künstlerischen Ideen des Neo-Soul für den deutschen Sprachraum adaptiert. Als Vergleiche werden oft amerikanische Sängerinnen wie Erykah Badu, Stacy Epps oder auch Georgia Anne Muldrow herangezogen. Wie diese Künstlerinnen wendet sich auch Fleur Earth mit ihrer Musik gegen machistische und sexistische Tendenzen im Rap. In ihrem mit Assoziationen, Ellipsen und Metaphern versehenem Sprechgesang setzt sie auf einen rhythmischen Ausdruck von Emotion als auf Kalkül.

## Veröffentlichungen
- Skurreal (2008)
- Es entstehen Wesen (2009)
- Soul de Cabots (2009) zusammen mit Fleur Earth Experiment
- Forsch' und Facette (2011) zusammen mit Quo Vadis
- Erdgeschoss (2013) zusammen mit Suff Daddy
- Explosionsschutz – Kurzschluss (2014)
- Megaherz (2019) zusammen mit Heinrich
- Seele (2023)